# Russell Wade

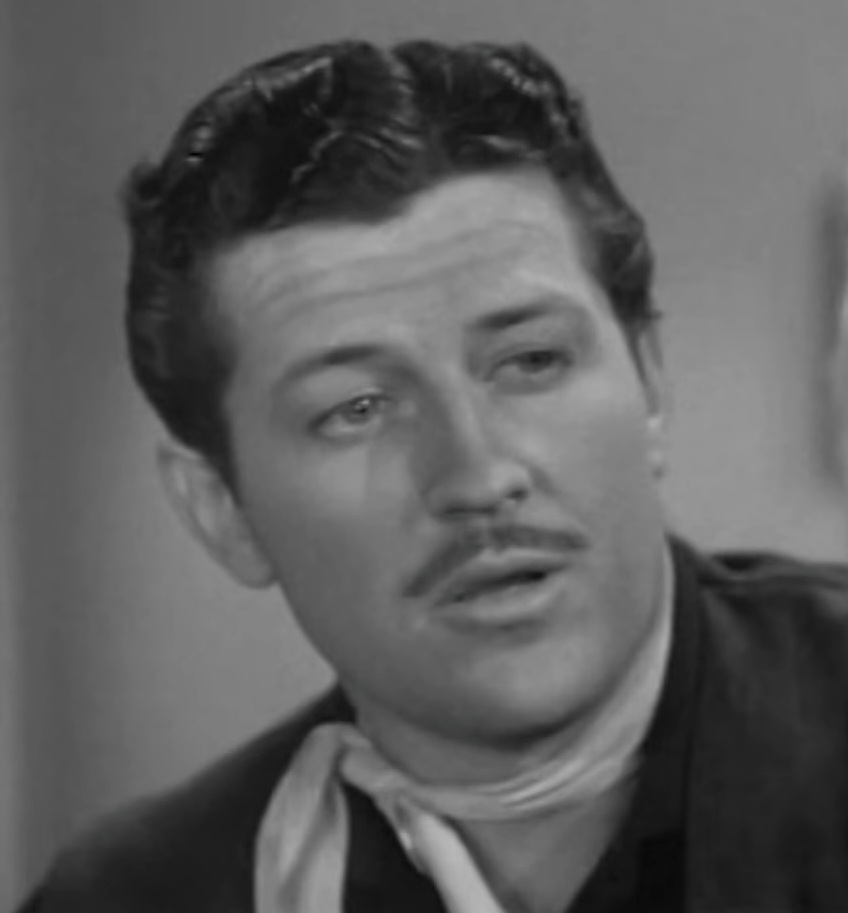
Wade, 1946 in Renegade Girl

Russell Wade (* 22. Juni 1917 in Oklahoma City, Oklahoma; † 9. Dezember 2006 in Palm Springs, Kalifornien) war ein US-amerikanischer Schauspieler.
Wade wurde in Oklahoma geboren, zog aber 1929 mit seiner Familie nach Chatsworth, einem Stadtteil von Los Angeles. In unmittelbarer Nähe zur Filmindustrie begann er sich für die Schauspielerei zu interessieren und wirkte an Schultheaterstücken mit. 1933 begann Wade mit der Filmschauspielerei, erhielt aber in den folgenden neun Jahren nur Statisten- und Komparsenauftritte. 
1942 unterschrieb Wade einen Vertrag bei RKO Pictures, daraufhin erhielt er erstmals substanzielle Rollen. So war er etwa in Nebenrollen im Kriegsfilm Ohne Rücksicht auf Verluste neben Pat O’Brien sowie im Western Mit Büchse und Lasso an der Seite von John Wayne zu sehen. Seine wahrscheinlich wichtigste Rolle spielte er in dem von Val Lewton produzierten Horrorfilm Das Geisterschiff von 1943, in dem er die Hauptrolle eines Matrosen verkörperte, der auf unheimliche Vorkommnisse an Bord stößt. Zwei Jahre später erhielt in Der Leichendieb, einer weiteren Lewton-Produktion, eine größere Rolle an der Seite von Boris Karloff und Bela Lugosi. Außerhalb von B-Filmen sollte Wade allerdings nie zu Hauptrollen kommen. Er spielte bis einschließlich 1948 in über 80 Filmen mit.
Bereits in den letzten Jahren seiner Filmkarriere begann Wade parallel als Immobilienmakler zu arbeiten. Er entdeckte bereits in den 1940ern das Potenzial des damals kleinen Wüstenortes Palm Springs und arbeitete in den folgenden Jahrzehnten an vielen Immobilienprojekten im Coachella Valley. Neben beruflichen Erfolgen war er in vielen Vereinen und Clubs in Palm Springs engagiert. Wade war insgesamt 63 Jahre bis zu ihrem Tod mit seiner Frau Jamie verheiratet, das Paar hatte zwei Kinder. Er starb im Dezember 2006 im Alter von 89 Jahren in einem Hospiz in Palm Springs.

## Filmographie
- 1933: The Wrecker
- 1935: Fighting Youth
- 1936: The House of a Thousand Candles
- 1936: We Went to College
- 1936: Postal Inspector
- 1936: Yellowstone
- 1936: Mein Mann Godfrey (My Man Godfrey)
- 1936: The Girl on the Front Page
- 1936: Ace Drummond
- 1936: Flying Hostess
- 1937: Sternschnuppen (Pick a Star)
- 1937: Topper – Das blonde Gespenst (Topper)
- 1937: Doppelt oder Nichts (Double or Nothing)
- 1937: Music for Madame
- 1937: Hitting a New High
- 1938: What Do You Think? (Number Three) (Kurzfilm)
- 1938: The Goldwyn Follies
- 1938: Under Western Stars
- 1938: Vivacious Lady
- 1938: Hold That Kiss
- 1938: Kentucky Moonshine
- 1938: Three Blind Mice
- 1938: Letter of Introduction
- 1938: It's in the Stars (Kurzfilm)
- 1938: Three Loves Has Nancy
- 1938: My Lucky Star
- 1938: Fugitives for a Night
- 1938: Vacation from Love
- 1938: Straight Place and Show
- 1938: The Mad Miss Manton
- 1938: Spring Madness
- 1939: Ehrlich währt am längsten (You Can’t Cheat an Honest Man)
- 1939: Three Smart Girls Grow Up
- 1939: Sorority House
- 1939: Million Dollar Legs
- 1939: Indianapolis Speedway
- 1939: These Glamour Girls
- 1939: First Love
- 1940: Broadway Melodie 1940 (Broadway Melody of 1940)
- 1940: Schwarzer Freitag (Black Friday)
- 1940: Der Weg nach Singapur (Road to Singapore)
- 1940: Star Dust
- 1940: Meine Lieblingsfrau (My Favorite Wife)
- 1940: Die Dame ist der Gatte (Turnabout)
- 1940: The Ghost Breakers
- 1940: Andy Hardy Meets Debutante
- 1940: My Love Came Back
- 1940: Das Ultimatum für Bohrturm L 9 (Flowing Gold)
- 1940: Eyes of the Navy (Dokumentar-Kurzfilm)
- 1940: One Night in the Tropics
- 1940: Lady with Red Hair
- 1941: Mr. und Mrs. Smith (Mr. & Mrs. Smith)
- 1941: I'll Wait for You
- 1941: Allotria in Florida (Moon Over Miami)
- 1941: Adoptiertes Glück (Sun Valley Serenade)
- 1941: Unexpected Uncle
- 1941: Niagara Falls (Kurzfilm)
- 1941: Weekend for Three
- 1941: Fallschirmakrobaten (Keep ’Em Flying)
- 1941: Die merkwürdige Zähmung der Gangsterbraut Sugarpuss (Ball of Fire)
- 1942: Helden der Lüfte (Captains of the Clouds)
- 1942: Die Königin vom Broadway (My Gal Sal)
- 1942: A Desperate Chance for Ellery Queen
- 1942: Ein Kuß zuviel (They All Kissed the Bride)
- 1942: The Big Street
- 1942: Bandit Ranger
- 1942: Highways by Night
- 1942: Dear! Deer! (Kurzfilm)
- 1942: Army Surgeon
- 1942: Rough on Rents (Kurzfilm)
- 1942: Red River Robin Hood
- 1942: Pirates of the Prairie
- 1942: Pretty Dolly (Kurzfilm)
- 1942: The Great Gildersleeve
- 1943: Fighting Frontier
- 1943: Gem-Jams (Kurzfilm)
- 1943: Ladies' Day
- 1943: Sagebrush Law
- 1943: Gildersleeve's Bad Day
- 1943: Ohne Rücksicht auf Verluste (Bombardier)
- 1943: The Leopard Man
- 1943: The Falcon in Danger
- 1943: The Man from Down Under
- 1943: The Fallen Sparrow
- 1943: The Iron Major
- 1943: Das Geisterschiff (The Ghost Ship)
- 1943: Higher and Higher
- 1944: Prunes and Politics (Kurzfilm)
- 1944: Ledernacken (Marine Raiders)
- 1944: Mit Büchse und Lasso (Tall in the Saddle)
- 1944: Sundown Riders
- 1945: Der Leichendieb (The Body Snatcher)
- 1945: A Game of Death
- 1946: The Bamboo Blonde
- 1946: Renegade Girl
- 1947: Shoot to Kill
- 1948: Beyond Glory